# Archaeobelodon
Archaeobelodon là một loài đã tuyệt chủng sống ở châu Phi và châu Âu thuộc Bộ vòi. Archaeobelodon là tổ tiên của Platybelodon và Amebelodon. Archaeobelodon có một cái vòi và ngà. Thuộc họ gomphothere sống khoảng đầu đến giữa của thế Miocene.

## Hình ảnh

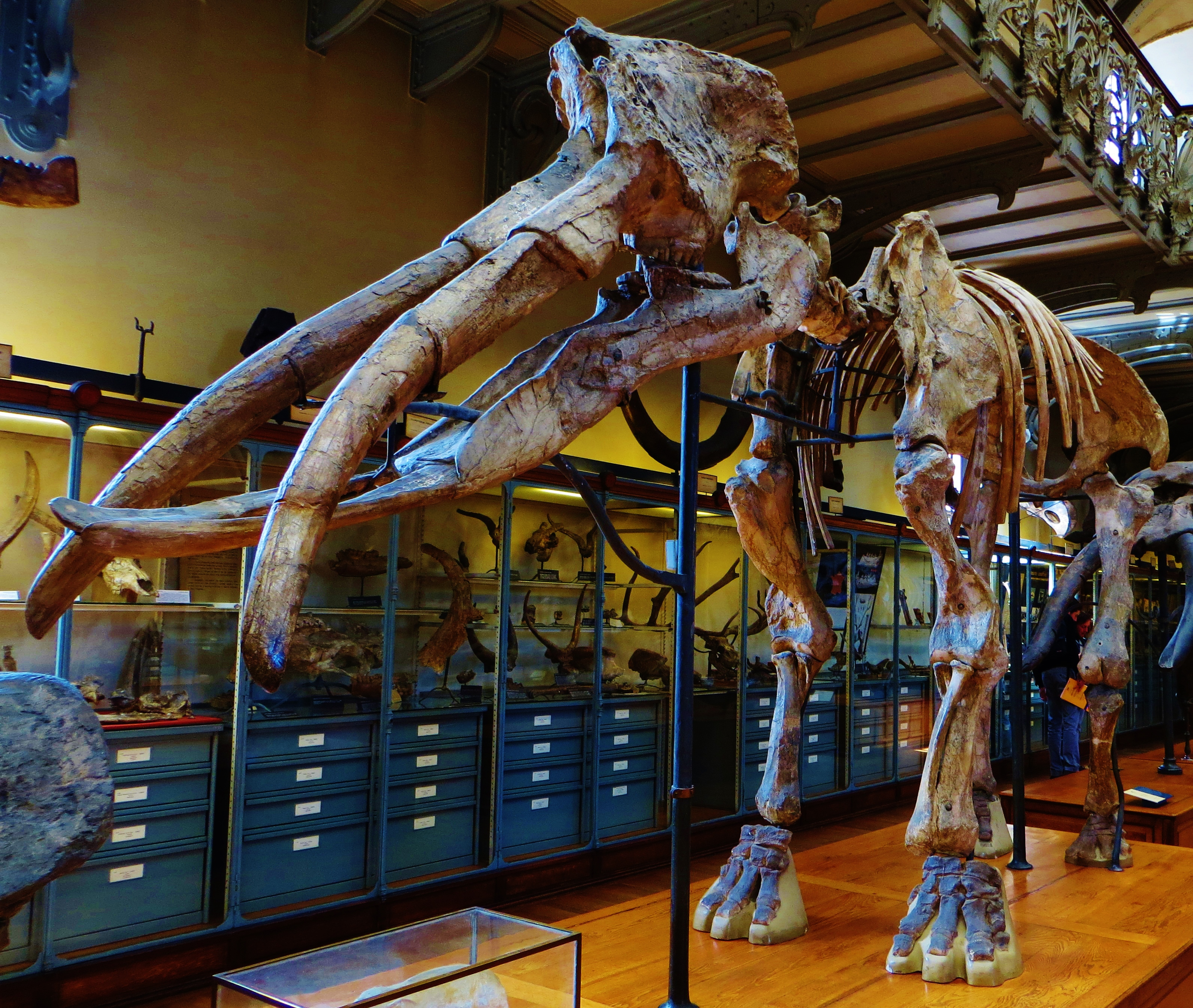
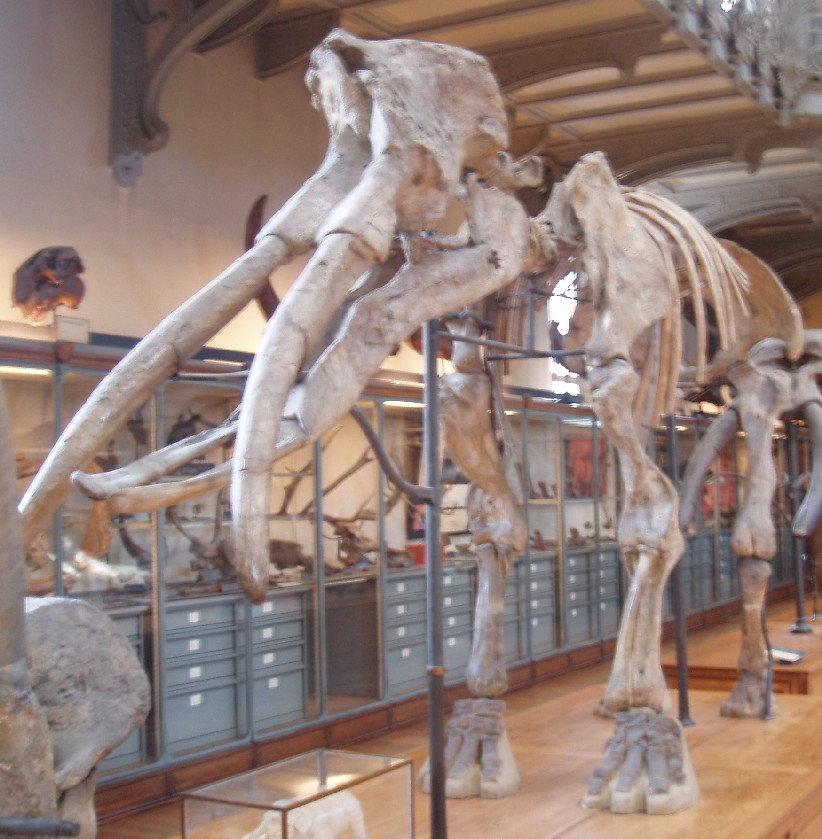